# Municipio de Bertram
El municipio de Bertram (en inglés: Bertram Township) es un municipio ubicado en el condado de Linn en el estado estadounidense de Iowa. En el año 2010 tenía una población de 2387 habitantes y una densidad poblacional de 35,21 personas por km².

## Geografía
El municipio de Bertram se encuentra ubicado en las coordenadas 41°57′23″N 91°32′14″O / 41.95639, -91.53722. Según la Oficina del Censo de los Estados Unidos, el municipio tiene una superficie total de 67.8 km², de la cual 66,68 km² corresponden a tierra firme y (1,65 %) 1,12 km² es agua.

## Demografía
Según el censo de 2010, había 2387 personas residiendo en el municipio de Bertram. La densidad de población era de 35,21 hab./km². De los 2387 habitantes, el municipio de Bertram estaba compuesto por el 97,53 % blancos, el 0,59 % eran afroamericanos, el 0,13 % eran amerindios, el 0,59 % eran asiáticos y el 1,17 % eran de una mezcla de razas. Del total de la población el 1,8 % eran hispanos o latinos de cualquier raza.